# Talagahiang
Talagahiang is een bestuurslaag in het regentschap Lebak van de provincie Banten, Indonesië. Talagahiang telt 1620 inwoners (volkstelling 2010).